# Personaggi di Xavier: Renegade Angel

I personaggi principali della serie: un giovane Xavier e il Capo Maestro Guru

I personaggi di Xavier: Renegade Angel sono tutti i personaggi dell'omonima serie televisiva d'animazione.

## Personaggi principali

### Xavier
Un vagabondo sciamano assorto e ignaro di sé stesso con manie di grandezza. Xavier è l'omonimo protagonista della serie, che si dimostra essere un individuo profondamente insicuro, quasi sociopatico e infantile che può rapidamente rivoltarsi contro gli altri se le interazioni con loro portano a sentimenti negativi su sé stesso. Il suo aspetto fisico è composto da varie assurdità. Indossa il guscio di una creatura simile a un isopode e una fascia sul braccio destro. La sua mano sinistra è un serpente che parte dal suo avambraccio. Di solito la utilizza come una mano normale, tuttavia negli episodi The 6th Teat of Good Intentions ed El Tornadador, sembra possedere una propria coscienza, parlando direttamente a Xavier. Le sue ginocchia si piegano all'indietro, è ricoperto di peli marrone e ha un'eterocromia oculare, con un occhio marrone e uno blu. Al posto del naso possiede un becco simile a quello di un rapace, anche se ha una bocca. Ha sei capezzoli e un occhio gigante al posto dei suoi genitali. Indossa in genere scarpe da tennis e un lenzuolo ricamato con vari simboli. Lo scopo di Xavier sembra cambiare leggermente col passare degli episodi, con la trama iniziale che lo pone come un filosofo errante, aspirante "saggio" o una sorta di saggio il cui intento pare essere quello di dare riferimenti alle visioni dei nativi americani. A primo impatto e di importanza iniziale, Xavier pare essere alla ricerca estenuante della risposta alla domanda astratta "Che vita è?" Più avanti nella serie, tuttavia, la trama originale sembra trasformarsi leggermente in una ricerca più personale e meno trascendente: Xavier annuncia le sue ragioni nel vagabondare in giro per il mondo come i mezzi con cui può aiutare gli altri, il suo scopo è quello di migliorare la qualità dell'esistenza umana e, in generale, fare del bene. Gran parte della prima stagione si concentra sulla ricerca della persona che ha ucciso suo padre, mentre la seconda stagione si concentra sulla ricerca di sua madre che ritiene di essere ancora viva. Nel finale della serie, Xavier trova la madre in un manicomio impegnandosi in un rapporto sessuale con lei, il che porta Xavier a considerarsi l'uomo che apparentemente è sempre stato. Quando afferma di "essere guarito" al suo psichiatra, quest'ultimo gli dice che non c'è modo di sapere se avesse mai avuto qualcosa, rivelando successivamente che lo psichiatra assomiglia sia fisicamente sia per la voce a tutte le creature che Xavier ha visto durante le sue avventure. Nel doppiaggio originale è interpretato da Vernon Chatman.

### Capo Maestro Guru
Un anziano sciamano nativo americano, mentore d'infanzia di Xavier. Ha accolto Xavier quando era orfano, insegnandogli i modi di vivere e il luogo in cui risiedeva, crescendolo fino all'adolescenza. Nonostante fosse disposto a imparare i suoi insegnamenti, il Capo Maestro Guru era spesso offensivo e crudele nei confronti di Xavier e in un'occasione ha simulato la sua morte nel tentativo di sbarazzarsi di lui.

## Personaggi ricorrenti
- Padre di Xavier.

Il padre deceduto di Xavier che appare nei flashback o nelle sue visioni. Nonostante Xavier affermi di voler vendicare la sua morte, il padre insiste sul fatto che l'abbia ucciso lui involontariamente durante un incendio nella loro casa. Risulta essere più negligente e amorevole rispetto alla moglie.
- Madre di Xavier, doppiata da Alyson Levy.

La madre sperduta di Xavier che appare esclusivamente durante i flashback. È alcolizzata e tossicodipendente e ha tentato di abortire il figlio, scoprendo tuttavia successivamente di essere troppo avanti nella gravidanza; nonostante ciò ha permesso al medico di torturarlo nel suo grembo. Fin dalla nascita ha sempre odiato Xavier, il quale continua insistentemente ad andare alla sua ricerca.
- Computer, interpretato da John Flansburgh.

Un computer senziente utilizzato da Xavier per analisi e informazioni. Appare come un attore live action a scatti, davanti a uno sfondo bianco e nero.

## Personaggi secondari
- Redneck di Burbury.

Tre ragazzi redneck che vivono nella fittizia cittadina di Burbery, in Connecticut. Il primo, chiamato Clip, è il leader della banda, il secondo è balbuziente mentre il terzo non porta la maglietta e passa il tempo a bere birra. Dopo che Xavier ha infettato accidentalmente dei computer nel tentativo di scoprire "Cos'è la vita?", i redneck li hanno caricati su un camion per gettarli nel lago, tuttavia i computer hanno iniziato a creare problemi e glitch nella realtà. In seguito Clip viene ucciso dopo che Xavier gli ha somministrato dell'AIDS in una tanica acquisito dall'esercito degli Stati Uniti, portandolo a trasformarsi in cenere e a ricongiungersi in paradiso con sua nonna, con la quale ha un incesto.
- Percy.

Uno studente delle superiori. Avrebbe dovuto interpretare la mascotte della prossima partita di basket della sua scuola, tuttavia è stato picchiato da una banda di messicani nota come Local Locos, i quali gli hanno distrutto il costume. Xavier decide di aiutarlo travestendosi con un nuovo costume e fingendo di essere Percy, riuscendo a intimidire la squadra avversaria prima ancora dell'inizio della partita.
- Local Locos.

Una banda messicana che ha picchiato Percy, distruggendogli il costume e impedendogli di fare la mascotte per la sua squadra di basket. Dopo che Xavier si è impersonificato Percy con un nuovo costume, viene accolto nella banda dal leader Chaleza. Xavier si presenta quindi al quartier generale, riuscendo a stupirli con il suo "spirito da Local Locos" e Chaleza decide di nominarlo temporaneamente leader della banda. Dopo aver apportato delle modifiche alle azioni criminali della banda, Xavier organizza un incontro dove i membri della banda si rendono conto che il loro sogno è prendersi cura dei barboncini. Quando un tale di nome Shiny reclama i suoi farmaci ai Local Locos, Xavier convince la banda a lasciare il loro passato criminale e ad affrontarlo, riuscendo a ucciderlo.
- Shiny.

Definito il "più ricco spacciatore dai tempi di Truman", si presenta quando reclama i suoi farmaci ai Local Locos. Affronta quindi la banda, la quale riesce a gettarlo in una vasca di metallo fuso grazie ai loro barboncini.
- Robby.

Un bambino costretto su una sedia a rotelle. Quando Xavier si presenta pensando che fosse bullizzato da altri due ragazzi, questi si rivelano essere i suoi amici e viene picchiato da loro. In seguito per scusarsi del loro comportamento, Robby ha deciso di portare Xavier nella sala incisioni di suo padre, il Dott. H. Pollis, uno scienziato "cristiano". Le operazioni chirurgiche si rivelano essere in realtà opera dello stesso Robby che da un'altra stanza, spostava gli utensili tramite dei fili e dei magneti. La sua più grande ambizione è creare la vita in una piastra di Petri mediante l'uso di sostanze chimiche.
- Dott. H. Pollis.

Il padre di Robby che pratica "scienza cristiana" nella sua sala incisioni. Dopo aver scoperto che le operazioni chirurgiche erano opera di suo figlio da un'altra stanza, ha deciso di suicidarsi provocando un'esplosione continua.
- Sette bambini.

Sette bambini appartenenti a una donna che li ha portati in un parco giochi. Quando Xavier non ha visto la madre mentre era nelle vicinanze, ha rapito e adottato sei di loro, portandoli a vivere con lui sotto le fogne.
- Giuseppe.

Il proprietario di un negozio per animali geneticamente modificati, che parla con un forte accento italiano.
- Nimgok.

Un cavernicolo che Xavier ha incontrato 50000 anni nel futuro. Ha una moglie.
- Puggler, doppiato da Timothy Levitch.

Un giocoliere su un monociclo che abita in una cittadina di anarchici abusivi chiamata Squatopia. Si esibisce al molo locale ed è impegnato la maggior parte del tempo a fare trucchi di magia ai suoi volontari gratuitamente e a giocare a Hot Potato, affermando di guadagnare vendendo il suo seme. Adora la musica punk rock. Ha rubato il "cristallo" di Xavier.
- Popo.

Un gorilla che si esprime con il linguaggio dei segni per la chiesa locale.
- Shamus.

Un bambino orfano della parrocchia locale. Sebbene si mostri come un bambino normale, rivela di nascondere dei piani segreti malvagi con il suo orso di peluche Mr. Ruffles.
- Don Ho.

Un boss del crimine che è stato salvato da Xavier dal soffocamento. Dopo un secondo tentativo di soffocamento, ruba la luce dall'aldilà e quando viene salvato nuovamente da Xavier, ha rivelato di aver allenato l'ultimo sicario, un uomo muto che ha mangiato solo animali rigenerativi per tutta la vita e non può essere ucciso. In seguito, Xavier ha costretto Ho a guardare la luce del paradiso, facendogli avere un'illuminazione.
- Dark Notion.

Un uomo masochista che ammira il suo aspetto disgustoso.
- Succotash.

Un DJ cristiano dalla parlantina veloce che dice costantemente ai suoi ascoltatori: "Chiamaci e vincerai dei soldi!".